# Uvedení přesvaté Bohorodice do chrámu

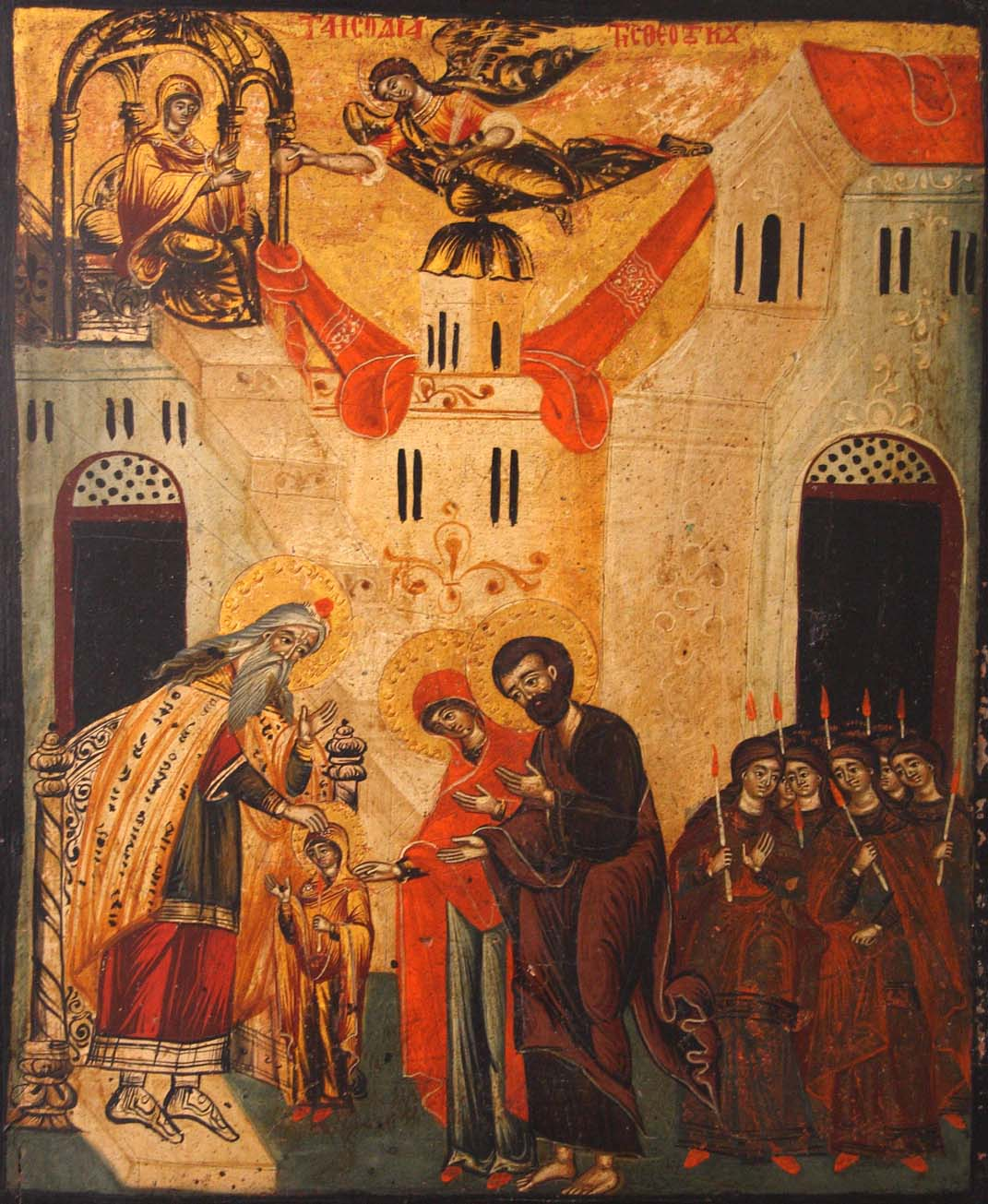
Ikona Uvedení přesvaté Bohorodice do chrámu, 17. nebo 18. století, Malta

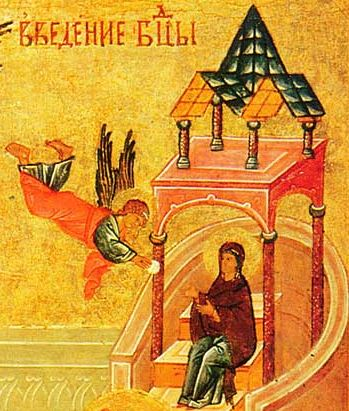
Archanděl Gabriel, přináší Marii pokrm, detail ikony, 16. století

Uvedení přesvaté Bohorodice do chrámu (řecky: Εἴσοδος τῆς ῾Υπεραγίας Θεοτόκου ἐν τῷ Ναῷ, cír.slo.: Входъ во хрaмъ пресвятыя Владычицы нaшея Богородицы и приснодѣвы Марїи) je jeden z dvanácti velkých svátků v řeckokatolické a pravoslavné církvi. Slaví se 21. listopadu.
Nejstarší zmínka o svátku je ze 4. století, kdy jej uvádí svatý Řehoř z Nyssy. Svatá císařovna Helena dala v Jeruzalémě postavit chrám tomuto zasvěcený.
Podle tradice svatí Jáchym a Anna, přivedli svojí dceru Marii, když jí byly tři roky, do jeruzalémského chrámu, kde zůstala žít a byla zde vychována. Marie se tak připravovala na svojí úlohu Boží Matky – Bohorodice v ustavičné modlitbě a poznání Svatého písma. Mnohé aspekty tohoto svátku pocházejí z apokryfního Jakubova protoevangelia. Podle tradice byla Marie v chrámě živená archandělem Gabrielem, který jí přinášel potravu. Církev v tom vidí předobraz eucharistie.
Svátek oslavuje Marii, která vstupuje do pozemského chrámu, aby se připravila na to, že se jednou stane chrámem Boha. Silný je aspekt jakési předehry či předzvěsti díla Boží dobrotivosti a spásy, tedy vtělení Ježíše Krista. Zároveň Mariino uvedení a život v chrámě, jsou obrazem vstupu a života v chrámě, kterým je Kristus, pro každého věřícího.
Z liturgického hlediska má tento svátek jeden den před svátkem (20. listopadu) a čtyři dni po svátku – odevzdání svátku je 25. listopadu. Jelikož se slaví v čase Filipovky (postu před Narozením Páně), v den svátku je výrazná úleva od postu.
V byzantském ritu je tento svátek vnímán také jako svátek mnišství, zejména ženského. Přesvatá Bohorodice odešla do chrámu a žila zde v ústavičné modlitbě, postu, pokoře a ústraní, čím dala vzor zasvěceného života.
V římskokatolické církvi se tento svátek podle liturgického kalendáře slaví rovněž 21. listopadu a označuje se jako Zasvěcení Panny Marie v Jeruzalémě.